# عماد توحیدی
عماد توحیدی (متولد ١٢ آذر ۱۳۵۱ در کرمان) نوازنده دف و سازهای کوبه‌ای، آهنگساز و پژوهشگر ایرانی است. وی فرزند سيد محمود توحیدی متخلص به ارفع کرمانی، از شاعران برجسته معاصر است. در سال ۱۳۵۸ فعالیت هنری خود را با فراگیری ساز دف و نوازندگی حرفه‌ای را از سال ۱۳۶۵ آغاز کرد. او دانش‌آموخته كارشناسی كارگردانی دانشكده هنرهای زيبا دانشگاه تهران، رتبه يک كارشناسی ارشد كارگردانی سينما از دانشگاه هنر و دکترای فيلولوژی (سخن‌شناسی) از دانشگاه مسكو است. عماد توحیدی دارنده مدرک درجه يک هنری دف نوازی از سوی شورای عالی ارزشيابی هنرمندان و نويسندگان و همچنین نویسنده «شیوه دف نوازی» اولین كتاب آموزشی دف نوازی است.

## شرح حال
عماد توحیدی در آذر ۱۳۵۱ در کرمان متولد شد. پدر وی سید محمود توحیدی متخلص به ارفع کرمانی، از شاعران معاصر کرمانی و فعالان عرصه شعر و غزل معاصر ایران است. در سال ۱۳۵۸ فعالیت هنری خود را در موسیقی و با فراگیری ساز دف نزد برادرش فواد توحيدی آغاز کرد. تحصیلات دانشگاهی خود را از سال ۱۳۷۳ در رشته کارگردانی در دانشکده هنرهای زیبا آغاز کرد و تحصیلات خود را در مقطع کارشناسی ارشد در دانشکده سینما تئاتر دانشگاه هنر ادامه داد و در سال ۱۳۸۷ در رشته فیلولوژی از دانشگاه مسکو فارغ التحصیل شد. وی برادر فؤاد توحیدی است.
وی دارنده مدرک درجه يک هنري دف نوازي از سوي شوراي عالي ارزشيابی هنرمندان و نويسندگان است. عماد توحیدی سرمدخل عنوان «دف» در دایرةالمعارف بزرگ اسلامی، مدير رسانه راديو فرهنگ، مدير عامل موسسه فيلمسازی عروج فيلم، عضو پيوسته خانه موسيقی و شوراهای تخصصی در حوزه هنری، فرهنگستان هنر و سازمان صدا و سيما است. او همچنین داوری جشنواره هاي متعددی از جمله جشنواره موسيقي جوان، ريتمو فرانكفورت، جشنواره بنگلور هند، جشنواره موسيقی فجر، جشنواره بین المللی دف نوای رحمت، جشنواره موسيقی فارس، جشنواره نغمات محمدی و … را بر عهده داشته است. تدريس دروس فيلولوژی در دانشگاه مسكو و طراحی و برگزاری دوره‌ها و كارگاههای تخصصي ريتم، دف نوازی (تكنوازی، همنوازی و گروه نوازی) و معرفي موسيقي خاورميانه در كشورهای مختلف از ديگر فعاليت‌های اوست.
عماد توحیدی خالق ده‌ها قطعه موسيقي بيكلام و باكلام است و هنرمندانی چون عليرضا افتخاری، محمد معتمدی، داوود آزاد، رضا صادقی، فريدون آسرايی، قاسم افشار، مجيد اخشابی، شريف غزل و… ساخته های او را اجرا كرده اند. وی همچنین در زمینه ساخت موسیقی متن فیلم، سریال، تئاتر، نمایش رادیویی و انیمیشن فعالیت های متعددی داشته است از جمله: روزهای بهتر، اولين انتخاب، خاک گرم، تاكسی شانس، هنوز زنده ايم، موشو، يک شام خوب، باور آرامش، نقش و نقاش، آيه های زمينی، نخل سوخته، بهمنشير، آشيان فرشتگان، معركه در معركه، شن، مرغ مينا، وعده موعود، مثل ماه برای آسمان ، شكلک، سرگرمساز.
عماد توحيدي در سال ۱۳۷۱ و در بيست سالگی کتاب «شیوه دف نوازی» را منتشر نمود و از او بيش از يكصد مقاله تخصصی در زمينه هاي موسيقی، ادبيات، عرفان و فلسفه در نشريات متعدد خارجی و داخلي منتشر و همچنين ترجمه سه كتاب در حوزه ادبيات كودک و نوجوان توسط انتشارات گام به چاپ رسيده است.

## عناوین و افتخارات
- موسیقیدان برگزیده چهارمین دوره جشنواره ابن سینا۱۳۷۸
- موسيقيدان برگزيده جشنواره دانشگاه اميركبير
- دريافت يازده عنوان بهترين تكنوازی جشنواره های موسيقی
- دريافت جايزه بهترين متن نمايشی جشنواره دانش آموزی رامسر
- دريافت جايزه كتاب مرجع موسيقی كتابخانه ملی هندوستان
- جايزه كتاب سال ١٣٧٦، دريافت جايزه سازمان يونسكو
- دريافت جايزه كتاب شايسته ترجمه دانشگاه كلمبيا
- نامزد كتاب سال دانشجويي ١٣٧٣
- كتاب ترجمه سال جشنواره رشد ١٤.١
- نامزد بهترين موسيقي تيتراژ جشن حافظ
- نامزد آهنگسازي بهترين تيتراژ جشن موسيقي ما ١٣٩٦
- نامزد بهترين آلبوم موسيقي نواحي جشن موسيقي ما١٣٩٧
- ديپلم افتخار موسيقي نمايش جشنواره پاسترناك روسيه٢٠٠٨
- نامزد بهترين آلبوم جشنواره فجر١٣٩٨
- دريافت جايزه ستاد فرهنگي جام جهاني ٢٠٠٦ آلمان
- دريافت جايزه بهترين برنامه راديويي ١٣٨٣
- دريافت جايزه بهترين برنامه راديويي در حوزه تئاتر جشنواره تئاتر فجر١٣٨٤
- دريافت جايزه ويژه جشن منتقدان هنري١٣٨٥
- دريافت مدرك درجه يك هنري در دف نوازي شورای عالی ارزشيابی هنری ١٣٩٦
- دريافت نشان ويژه مولانا از سوي وزارت فرهنگ تركيه
- دريافت نشان ويژه انجمن حكمت رومي تركيه ٢٠١٢
- دريافت نشان فرهنگي شهرداري قونيه
- دريافت عنوان شهروندي شهر لايپزيك آلمان
- دريافت عنوان كيشوندي جزيره كيش
- دريافت عنوان ممتاز كارگاه طبقه بندي قصه هاي ايراني دانشگاه گوتينگن آلمان٢٠٠٧
- دريافت جايزه بهترين موسيقي متن جشنواره جام جم ١٣٩٣
- دريافت جايزه بهترين آهنگسازي جشنواره فجر ١٤٠١
- دريافت جايزه باربد بهترين آهنگسازي ١٤٠٢ جشنواره فجر
- تجلیل در سفارت ایتالیا بدلیل تالیف اولین متد علمی شیوه دف نوازی در موسیقی جهان
- تجلیل در سفارت هندوستان بدلیل  بهره وری از سازهای کوبه ای و راگهای موسیقی شبه قاره در پیوند با موسیقی ایران
- تجلیل در مرکز دوستی ایران و ترکیه به بهانه آهنگسازی آلبوم «شمس جان» حکایت اول مثنوی معنوی
- تقدیر از سوی سفارت اوکراین به بهانه انتشار آلبوم _ کنسرت «سرزمین آفتابگردان» و همنشینی سازهای موسیقی اوکراین با سازهای کوبه ای ایران

## آثار

### آلبوم ها
| عنوان                  | توضیحات                                                                             | سال انتشار |
| ---------------------- | ----------------------------------------------------------------------------------- | ---------- |
| پسري كه ميخواست بداند! | نمایش رادیویی با بازي هديه تهرانی، ثريا قاسمی، مژده لواسانی و صدرالدين شجره         | ۱۳۷۷       |
| تيتيل و بيبيل          | افسانه‌ای به زبان کردی با قصه‌گویی فرح همایون‌روز                                      | ۱۳۷۹       |
| قلندروار               | به خوانندگی عليرضا افتخاری                                                          | ۱۳۸۶       |
| کولی کوبی              | بر بنياد رقص های تيره اي خيالی از كوليان                                            | ١٣٨١       |
| ذوالجناح               | سوگواره ای بر ماديان سرخ يال                                                        | ١٣٨٣       |
| ازدحام سكوت            | اشعار ارفع كرمانی با خوانش بهروز رضوی                                               | ۱۳۹۵       |
| در بهار تو را صدا كردم | اشعار احمدرضا احمدی با خوانش شاعر                                                   | ۱۳۹۷       |
| شمس جان                | حكايت كنيزک و پادشاه از مثنوی معنوی، به خوانندگی داوود آزاد، خوانش عبدالجبار كاكايی | ۱۳۹۹       |

### همنوازی ها
| عنوان             | توضیحات                 | سال انتشار |
| ----------------- | ----------------------- | ---------- |
| سرزمين آفتابگردان | نسخه صوتی كنسرت اوكراين | ۱۳۹۶       |
| نی نامه           | همنوازی با نی           | ١٣٨٥       |
| ترانه های كبود    | همنوازی با قيچک         | ١٣٩٧       |
| رقص قطره          | همنوازی با تار          | ١٣٩٣       |

### تک آهنگ‌ها
- «گندم و نور» به خوانندگی عليرضا افتخاری
- «غرق باران» به خوانندگی عليرضا افتخاری
- «اولين انتخاب» به خوانندگی مجيد اخشابی
- «روزهای بهتر» به خوانندگی علیرضا افتخاری[۹]
- «هزار آرزو» به خوانندگی محمد معتمدی
- «حسرت مهتاب» به خوانندگی قاسم افشار
- «خط آغاز» به خوانندگی مجيد اخشابی
- «پناه بي بهانه» به خوانندگی فريدون آسرايی
- «فانوس دريايي» به خوانندگی رضا صادقی
- «قلب وطن» به خوانندگی عليرضا افتخاری
- «خاك گرم» به خوانندگی محمد معتمدی
- «گريه هاي بي اختيار» به خوانندگی عليرضا افتخاری
- «مژده باران» به خوانندگی محمد معتمدی
- «مرد ميدان» به خوانندگی محمد معتمدی
- «۲۳ نفر» به خوانندگی علیرضا افتخاری[۱۰]

## کتاب‌شناسی

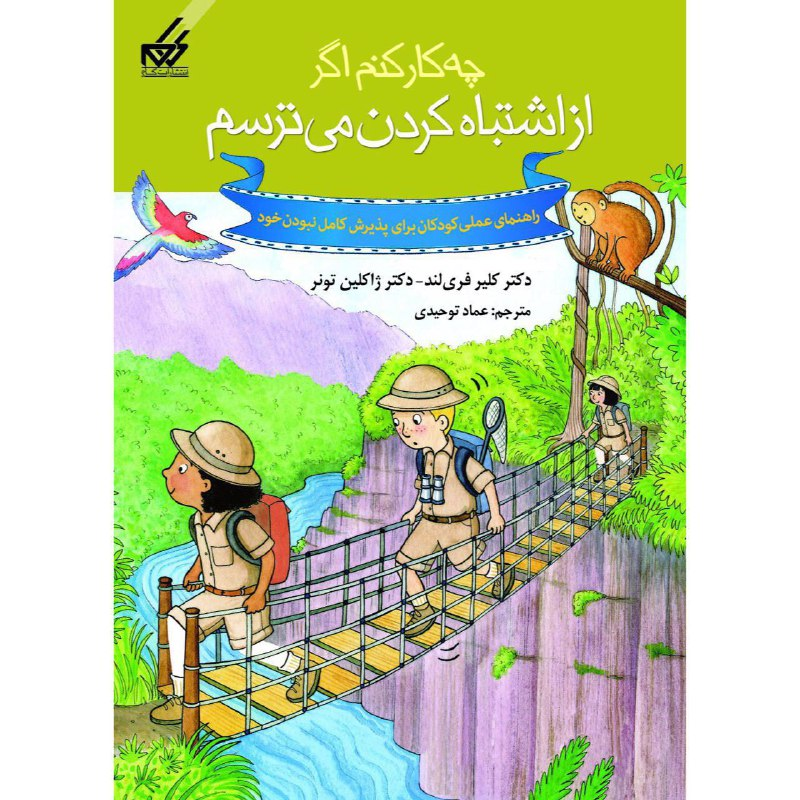

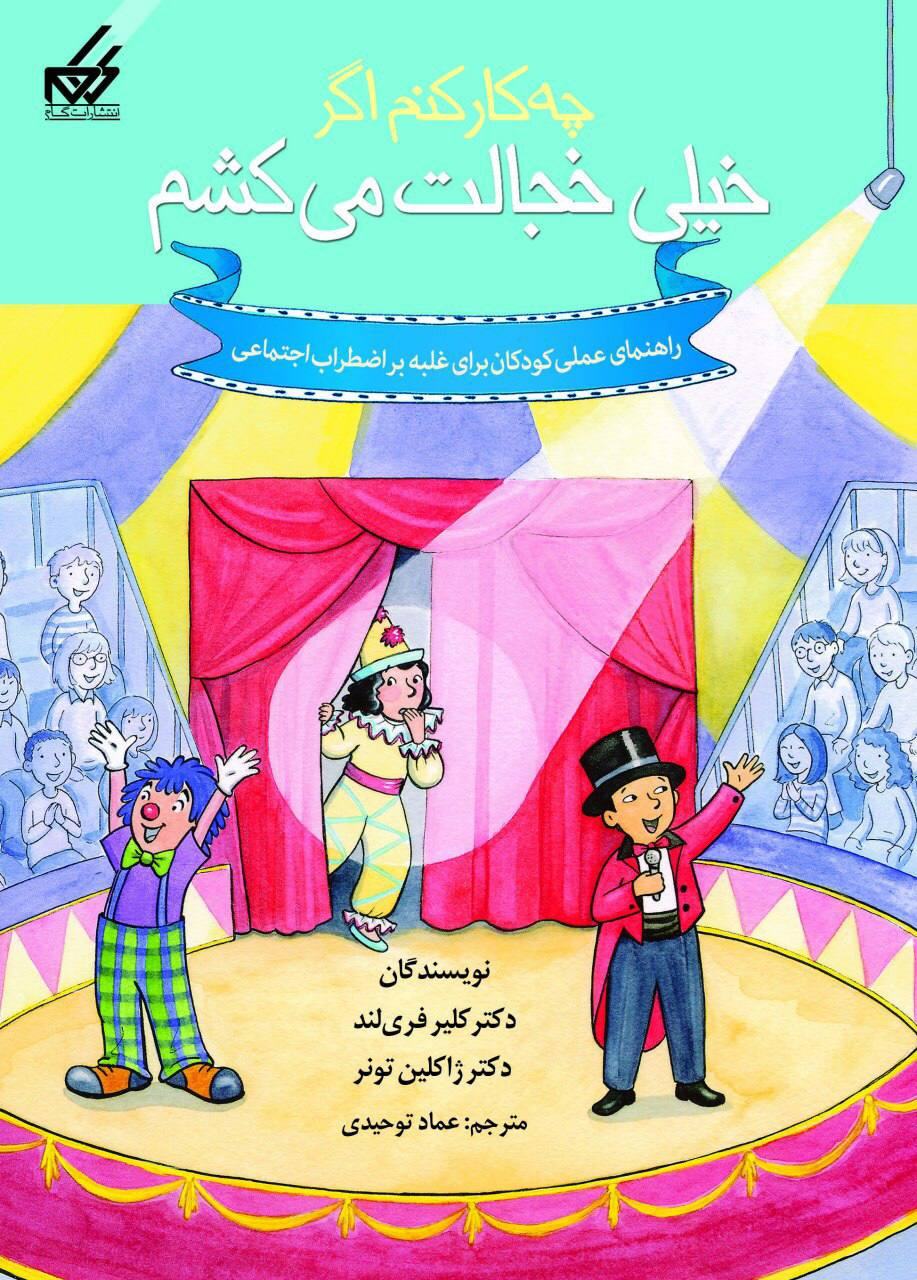

### موسیقی متن
| عنوان                                 | کارگردان                          |
| ------------------------------------- | --------------------------------- |
| فیلم «مشت بر پوست (موشو)»             | محسن محسنی نسب، محمدرضا عالی پیام |
| فيلم «دلشوره»                         | داريوش مختاری                     |
| فيلم مستند «One Way»                  | آيلين رايان                       |
| فيلم «بهمنشير»                        | حميدرضا لوافی                     |
| فيلم «مرواريد سياه»                   | محسن يوسفی                        |
| فيلم «نخل سوخته»                      | محسن يوسفی                        |
| فيلم «داروگ»                          | كميل سوهانی                       |
| فيلم «هنوز زنده ايم»                  | كاظم بلوچی                        |
| فيلم «نقش و نقاش»                     | مهدي جعفری                        |
| فيلم «باور آرامش»                     | مازیار لرستانی                    |
| فيلم «يه شام خوب»                     | مهدی مظلومی                       |
| سريال «روزهای بهتر» اپیزود بيم و اميد | داود بيدل                         |
| سريال «روزهای بهتر» اپیزود کهنه سرباز | عليرضا محمودزاده                  |
| سريال «روزهای بهتر» اپیزود گذر از مه  | حميدرضا لوافی                     |
| سريال «تاكسی شانس»                    | سعيد سالارزهی                     |
| سريال «چهارگاه»                       | بيژن ميرباقری                     |
| سريال «خاک گرم»                       | جواد ارشاد سرابی                  |
| سريال «اولين انتخاب»                  | مهدی صباغ زاده                    |
| تئاتر «معرکه در معرکه»                | سیاوش تهمورث                      |
| تئاتر «شن»                            | كتايون حسين زاده                  |
| تئاتر «مرغ مينا»                      | تاجبخش فنائيان                    |
| تئاتر «وعده موعود»                    | كورش زارعی                        |
| تئاتر «مثل ماه برای آسمان»            | كورش زارعی                        |
| مستند «آشيان فرشتگان كرمان»           | مجيد تقاصی                        |
| مستند «آيه های زمينی»                 | حسين پورمحمدی                     |
| انیمیشن «چپق»                         | مجيد فدايی                        |